# Jang Pchu
Jang Pchu (čínsky pchin-jinem Yáng Pǔ, znaky zjednodušené 杨溥, tradiční 楊溥, 1372–1446) byl čínský politik říše Ming. Začátkem vlády císaře Chung-siho byl roku 1424 jmenován velkým sekretářem, v úřadě zůstal do konce svého života, poslední dva roky jako první z velkých sekretářů.

## Jména
Jang Pchu používal zdvořilostní jméno Chung-ťi (čínsky pchin-jinem Hóngjì, znaky zjednodušené 弘济, tradiční 弘濟) a pseudonym Nan Jang (čínsky pchin-jinem Nán Yáng, znaky zjednodušené 南杨, tradiční 南楊), „Jang z jihu“. Za své zásluhy obdržel posmrtné jméno Wen-ting (čínsky pchin-jinem Wéndìng, znaky 文定).

## Život
Jang Pchu pocházel z jižní Číny (z dnešního okresu Š’-šou v prefektuře Ťing-čou v provincii Chu-pej); nejvyšší stupeň úřednických zkoušek, palácové zkoušky, složil a hodnost ťin-š’ získal roku 1400. Poté sloužil v akademii Chan-lin.
S Chuang Chuajem, Jang Š’-čchim a Jang Žungem patřil do blízkého okolí korunního prince Ču Kao-čch’a. V září 1414 po návratu císaře Jung-leho z tažení do Mongolska Ču Kao-sü obvinil svého staršího bratra Ču Kao-čch’a z porušení povinností a císař potrestal rádce korunního prince, velké sekretáře Chuang Chuaje a Jang Š’-čchiho a také Jang Pchua, který byl odvolán z funkce a uvězněn.
Po nástupu Ču Kao-čch’a na trůn (jako císaře Chung-si) byl propuštěn a 9. září 1424 jmenován velkým sekretářem. Sekretářem zůstal do své smrti jako jeden ze „tří Jangů“ (ještě s Jang Š’-čchim a Jang Žungem). Tato trojice výjimečně zkušených, schopných a mocných politiků od druhé poloviny 20. let 15. století spravovala říši Ming pod vedením císaře Süan-te a po jeho smrti roku 1435 společně s císařovnou vdovou (po Chung-sim) Čang a předními eunuchy. Roku 1444, po úmrtí Jang Š'-čchiho, převzal jeho funkci prvního velkého sekretáře.
Tři Jangové byli rovněž pokládáni za nejlepší básníky své doby. Psali v tehdejším oblíbeném stylu tchaj-ke tchi (kabinetní poezie) – prostých, až monotónních básní, vyjadřujících sdílené hodnoty úřednické vrstvy a soustředěných na vzestup země zásluhou schopné vlády a velebení panovníka.